# Vanilla ramosa
Espèce
Vanilla ramosa est une espèce de plantes tropicales d'Afrique de la famille des orchidacées et du genre Vanilla.

## Répartition
Centre, Ouest et Est de l'Afrique.

## Synonymes
- Vanilla africana var. gilletii (De Wild.) Portères
- Vanilla africana var. laurentiana (De Wild.) Portères
- Vanilla africana subsp. ramosa (Rolfe) Szlach. & Olszewski
- Vanilla beauchenei A.Chev.
- Vanilla laurentiana De Wild.
- Vanilla laurentiana var. gilletii De Wild.